# Graaf van Cambridge
Graaf van Cambridge (Engels: earl of Cambridge) is een Britse adellijke titel en is vernoemd naar de stad Cambridge.
Voor de eerste keer werd de titel gecreëerd door Eduard III van Engeland voor Willem IV, graaf van Gulik, wiens dochter gehuwd was met zijn kleinzoon Jan van Kent. Waarschijnlijk werd hij al voor zijn dood vervallen verklaard van het graafschap.
Voor de tweede maal werd de titel gecreëerd voor Edmund van Langley, zoon van Eduard III. Deze werd in 1385 ook beleend met de titel hertog van York. Zijn zoon Eduard van Norwich, eveneens hertog van York, werd de titel afgenomen in 1414.
Direct hierna werd Richard van Conisburgh, een jongere zoon van Edmund van Langley, beleend met de titel graaf van Cambridge. Wegens hoogverraad werd zijn titel afgenomen en werd hij geëxecuteerd. Zijn zoon Richard werd in titel en land hersteld in 1426. Richards zoon Eduard werd in 1461 koning van Engeland, waarna de titels en het land terugkwamen aan de kroon.
Pas in 1619 werd de titel opnieuw gecreëerd door Jacobus I voor James Hamilton. Met zijn kleinzoon William, die ook hertog van Hamilton was,  stierf de titel weer uit.
In 1659 werd de derde zoon van Karel I, Hendrik Stuart beleend met de titels hertog van Gloucester en graaf van Cambridge. Na zijn vroegtijdige dood een jaar later vallen deze titels weer aan de kroon.
De oudste zoon van Jacobus, Karel Stuart, krijgt in 1660 de titel hertog van Cambridge, maar hij overlijdt een jaar later. Jacobus’ tweede zoon, ook Jacobus geheten, wordt in 1664 beleend met de titels graaf en hertog van Cambridge. Al in 1667 overlijdt hij, waarna de titels verleend worden aan Jacobus’ vierde zoon Edgar.
Hierna worden enkel nog markgraven en hertogen van Cambridge benoemd.

## Graaf van Cambridge, eerste creatie (1340)
- 1340 – 1361: Willem van Gulik (1299 – 1361), 1e graaf van Cambridge

## Graaf van Cambridge, tweede creatie (1362)
- 1362 – 1402: Edmund van Langley (1341-1402), 1e graaf van Cambridge, 1e hertog van York 1385
- 1402 – 1414: Eduard van Norwich (1373 – 1415), 2e graaf van Cambridge, 2e hertog van York

## Graaf van Cambridge, derde creatie (1414)
- 1414 – 1415: Richard van Conisburgh (1375 – 1415), 1e graaf van Cambridge
- 1426 – 1460: Richard van York (1412 – 1460), 2e graaf van Cambridge, 3e hertog van York
- 1460 – 1461: Eduard van York (1442 - 1483), 3e graaf van Cambridge, 4e hertog van York

## Graaf van Cambridge, vierde creatie (1619)
- 1619 – 1625: James Hamilton (1589 – 1625), 1e graaf van Cambridge, 2e markgraaf van Hamilton
- 1625 – 1649: James Hamilton (1606 – 1649), 2e graaf van Cambridge, 1e hertog van Hamilton
- 1649 – 1651: William Hamilton (1616 – 1651), 3e graaf van Cambridge, 2e hertog van Hamilton

## Graaf van Cambridge, vijfde creatie (1644)
- 1659 – 1660: Hendrik Stuart, 1e graaf van Cambridge, 1e hertog van Gloucester[1]

## Graaf van Cambridge, zesde creatie (1664)
- 1664 – 1667: Jacobus Stuart (1663 – 1667), 1e graaf en 1e hertog van Cambridge

## Graaf van Cambridge, zevende creatie (1667)
- 1667 – 1671: Edgar Stuart (1667 – 1671), 1e graaf en 1e hertog van Cambridge